# Chełminek
Chełminek (deutsch Leitholm) ist eine Insel im Stettiner Haff (Zalew Szczeciński), Polen. Sie liegt am Ausgang des Papenwassers (Roztoka Odrzańska), dem Mündungstrichter der Oder (Odra) ins Haff. Direkt westlich verläuft die Hauptschifffahrtsroute zwischen dem  Haff und dem Stettiner Hafen.
Die Insel wurde in der zweiten Hälfte des 19. Jahrhunderts künstlich aufgeschüttet, um die Versandung der von Stettin nach Swinemünde führenden Fahrrinne zu verhindern. Sie ist unbewohnt, an ihrer Nord- und  Südspitze sind Leuchtfeuer angebracht.
Mit Brysna und Śmięcka entstanden zu Beginn der 2020er-Jahre nördlich von Chełminek zwei weitere künstliche Inseln im Stettiner Haff.

## Nachweise
1. ↑  Andrzej Z. Kotarba: Tajemnicze wyspy Zalewu Szczecińskiego, czarneswiatlo.pl vom 24. April 2022, abgerufen am 1. Juli 2023